# Église Saint-Jean-Baptiste d'Oia
Ne pas confondre avec Cathédrale Saint-Jean-Baptiste de Firá
Pour les articles homonymes, voir Église Saint-Jean-Baptiste.
L'église Saint-Jean-Baptiste (en grec moderne : Αγιος Ιωάννης ο Πρόδρομος), surnommée église aux Trois-Dômes, est une église chrétienne orthodoxe de style cycladique, située à Oia sur l’île de Santorin dans l'archipel des Cyclades en Grèce. Elle est, avec les Dômes-Bleus voisins, un des monuments emblématiques et pittoresques de l'île et des Cyclades. 

## Histoire
Cette petite église, dédiée à saint Jean le Baptiste, voisine des Dômes-Bleus du même style, est construite à environ 150 m de hauteur sur les sommets et à flanc de falaise de la caldeira de Santorin, avec une vue panoramique sur la mer Égée. 

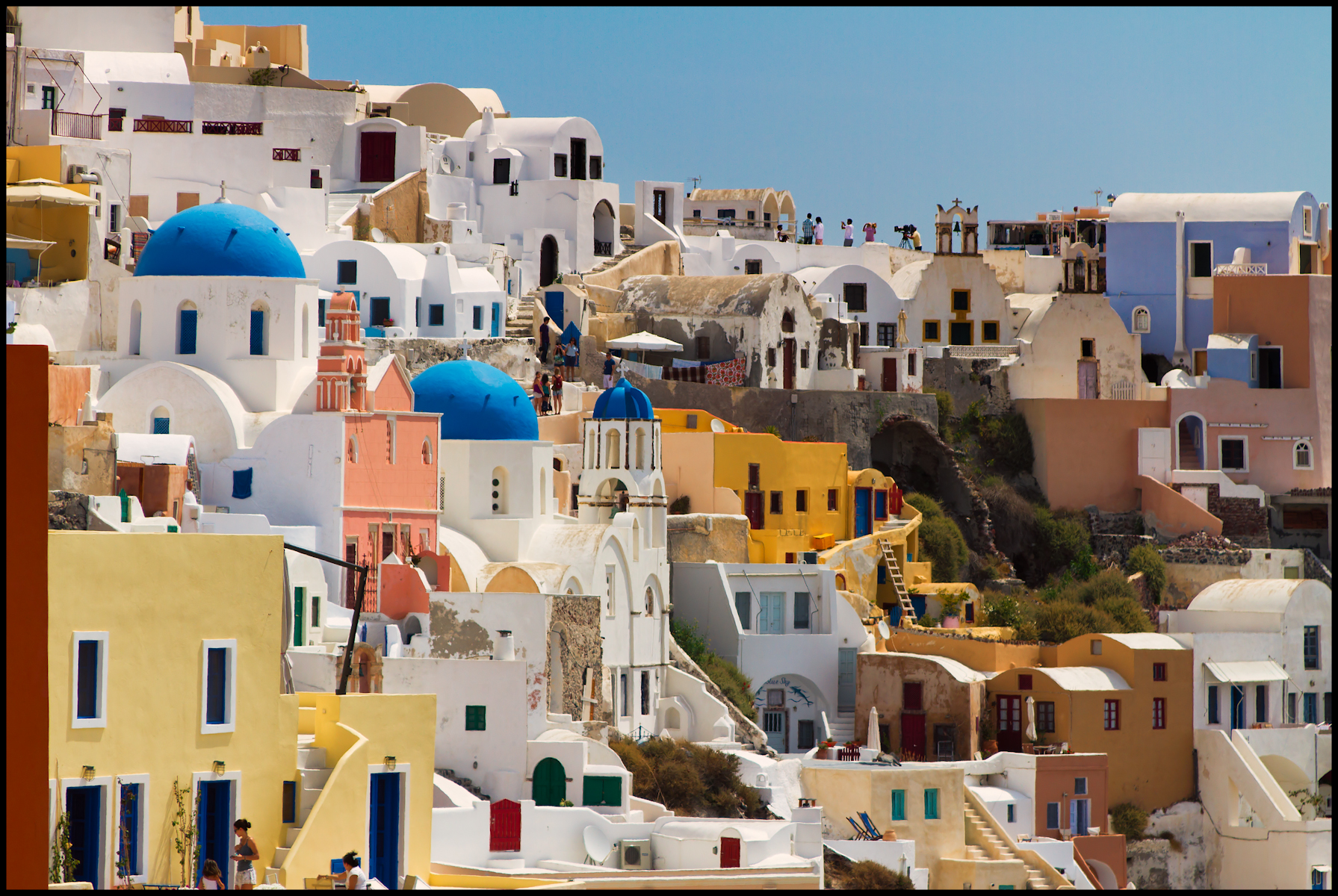
En haut à droite des Dômes-Bleus
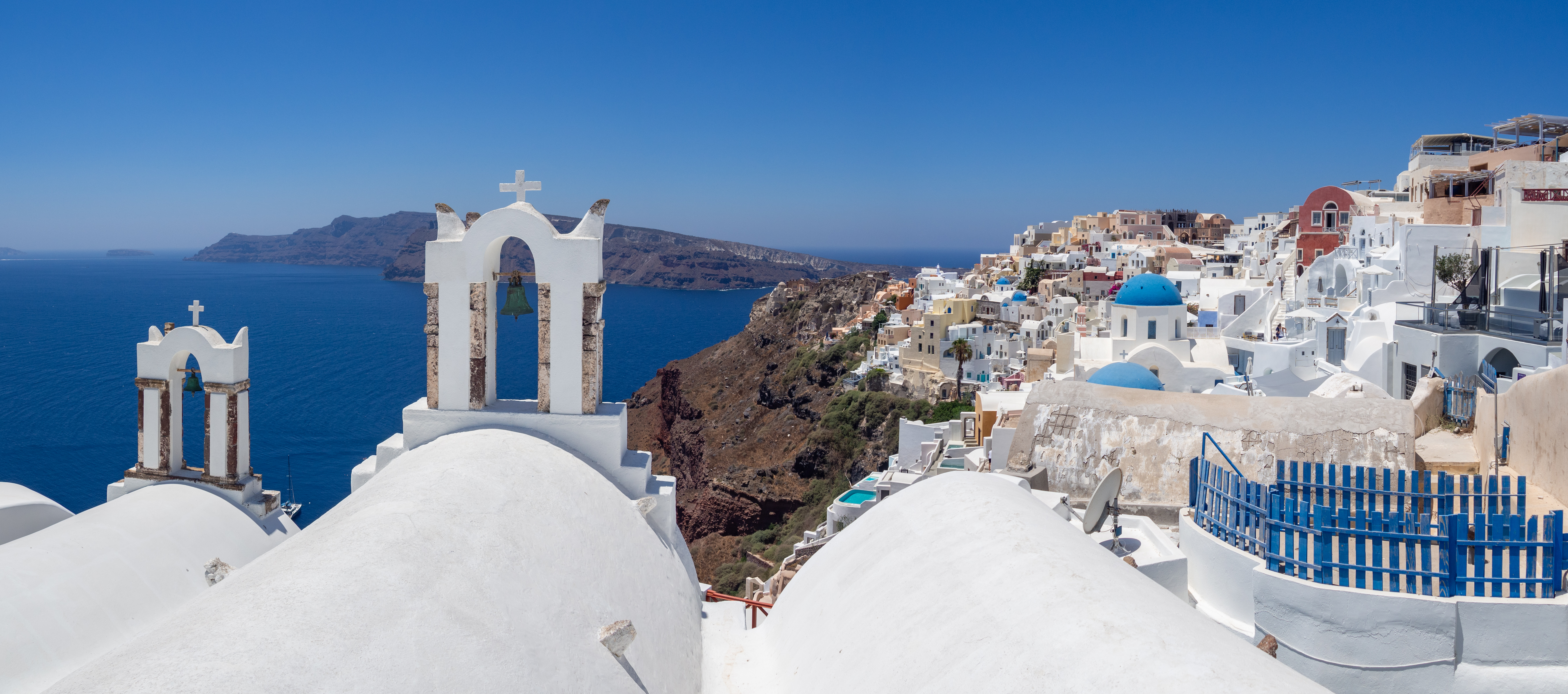
Vue panoramique depuis les toits sur Oia et sur la mer Égée

## Architecture
Cette église est typique de l'architecture des Cyclades, avec ses murs et toits blanchis à la chaux, ses 3 dômes cylindriques accolés à clocher-mur face à la mer, et ses deux cloches vert-de-gris. 